# La Planche
 La Planche  es una población y comuna francesa, situada en la región de Países del Loira, departamento de Loira Atlántico, en el distrito de Nantes y cantón de Aigrefeuille-sur-Maine. Localidad donde el 5 de marzo de 1973, debido a la huelga de controladores francesa y a las precarias condiciones y poca preparación de los controladores militares franceses (que habían sido movilizados para paliar los efectos de la huelga de controladores civiles), se produjo un accidente aéreo entre dos vuelos españoles con destino a Londres, el vuelo 400 de Spantax y el vuelo 504 de Iberia. 
En el accidente aéreo, que se produjo en el aire por un fallo de los controladores aéreos franceses, mientras ambas aeronaves se acercaban al VOR de Nantes, fallecieron los 68 tripulantes del vuelo 504 de Iberia, mientras que los 106 tripulantes del vuelo 400 de Spantax, pudieron aterrizar guiados por un avión militar francés en el aeropuerto militar de Cognac.  

## Demografía
| 1513 | 1471 | 1532 | 1883 | 2052 | 2075 |
| Para los censos de 1962 a 1999 la población legal corresponde a la población sin duplicidades (Fuente: INSEE [Consultar]) |      |      |      |      |      |